# Ferdynand Albrecht I z Brunszwiku-Lüneburga
Ferdynand Albert I z Brunszwiku-Lüneburga (ur. 22 maja 1636, zm. 23 kwietnia 1687) – książę Brunszwiku-Bevern. Był synem Augusta II i jego żony Elżbiety.
W 1667 roku ożenił się z Krystyną z Hesji-Eschwege. Z tego związku przyszło na świat dziewięcioro dzieci:
- Leopold Karol
- Fryderyk Albrecht
- Zofia Elenora
- Klaudia Eleonora
- August Ferdynand
- Ferdynand Albrecht II
- Ernest Ferdynand
- Ferdynand Chrystian
- Henryk Ferdynand